# 11년

## 연호
- 신(新) 시건국(始建國) 3년

## 기년
- 신(新) 왕망(王莽) 4년
- 신라(新羅) 남해 차차웅(南解次次雄) 8년
- 고구려(高句麗) 유리명왕(瑠璃明王) 30년
- 백제(百濟) 온조왕(溫祚王) 29년

## 사건

### 한반도
- 왕망, 고구려군을 흉노 정벌에 동원코자 함. 불응하자 고구려왕을 하구려후로 강등한다고 포고.
- 신라, 봄과 여름에 가뭄이 들었다.[1]

#### 로마 제국
- 게르마니쿠스가 게르마니아 인페리오르와 라인강을 확보하다
- 아우구스투스 황제가 다뉴브강과 라인강의 방어선을 보강하기 위해 엘베강에 방어선을 세우려는 계획을 포기한다.
- 점술 행위, 특히 점성술에 대한 금지령이 포고된다.

#### 페르시아
- 아르타바누스 2세가 파르티아의 지도자가 되다.

#### 인도
- 사타카르니가 안드라 제국의 황제로 즉위하다. (AD 11–29).

#### 중국
- 황하에 큰 홍수가 일어나다. 이 홍수는 신왕조의 멸망에 큰 역할을 했다고 추측된다.

## 참고 문헌
- 김부식 (1145). 〈권제1〉. 《삼국사기》.